# Violette organist
De violette organist (Euphonia violacea) is een zangvogel uit de familie Fringillidae (vinkachtigen). De wetenschappelijke naam van de soort werd als Fringilla violacea in 1758 gepubliceerd door Carl Linnaeus.

## Ondersoorten
- E. v. rodwayi – Venezuela en Trinidad.
- E. v. violacea – de Guyana's en noordelijk Brazilië.
- E. v. aurantiicollis – van oostelijk Brazilië tot noordelijk Paraguay en noordoostelijk Argentinië.

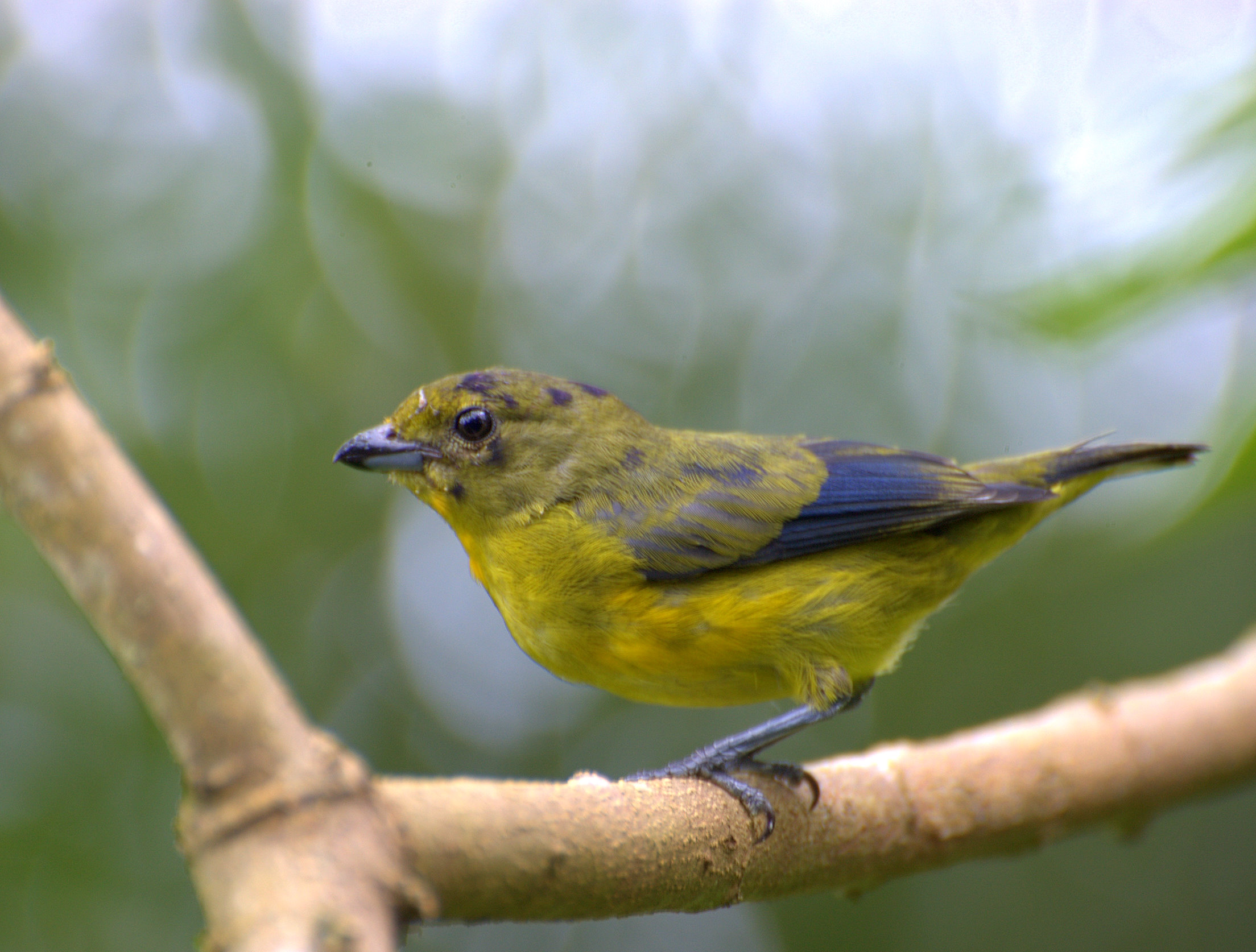
juveniel mannetje
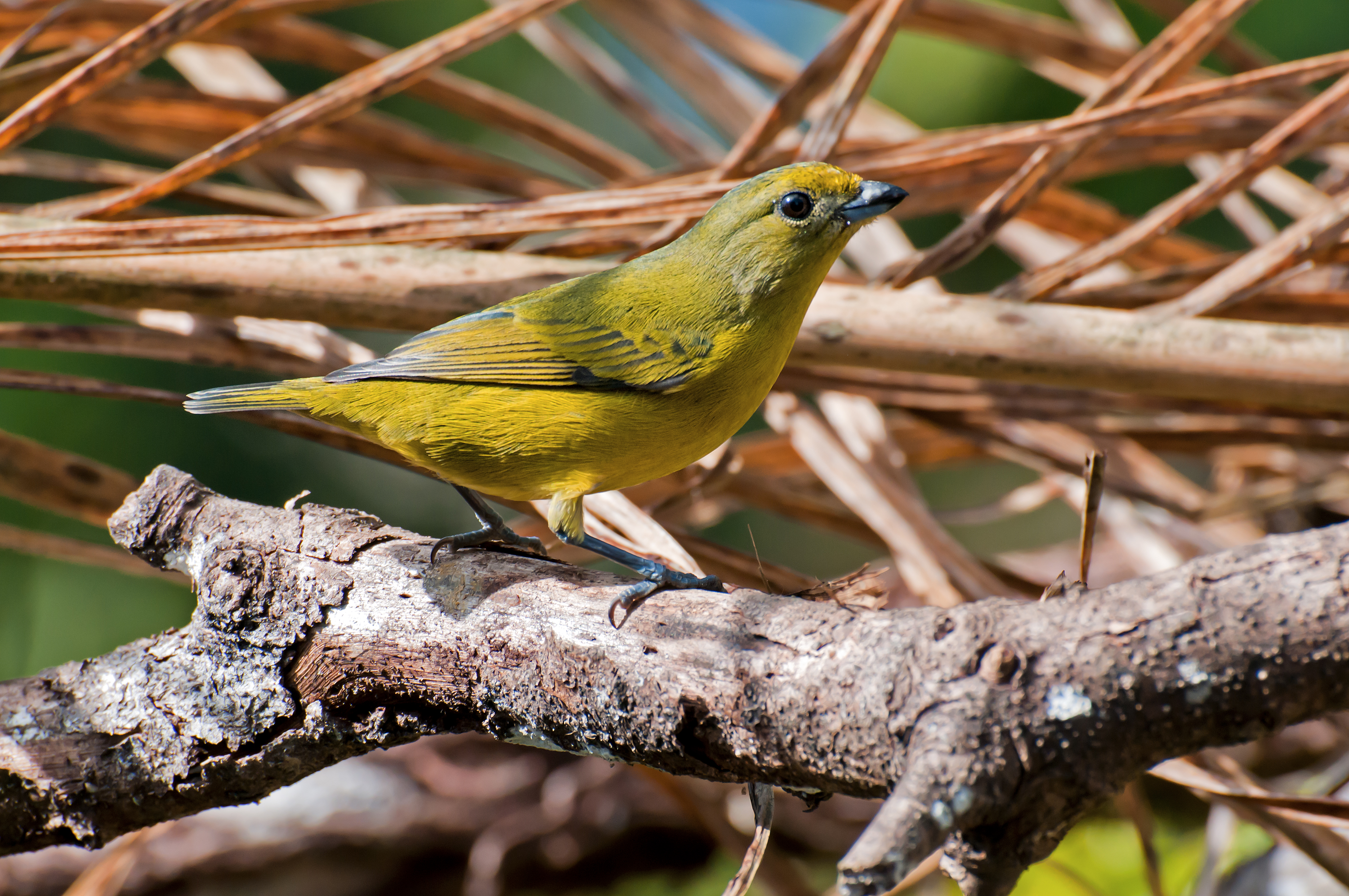
vrouwtje
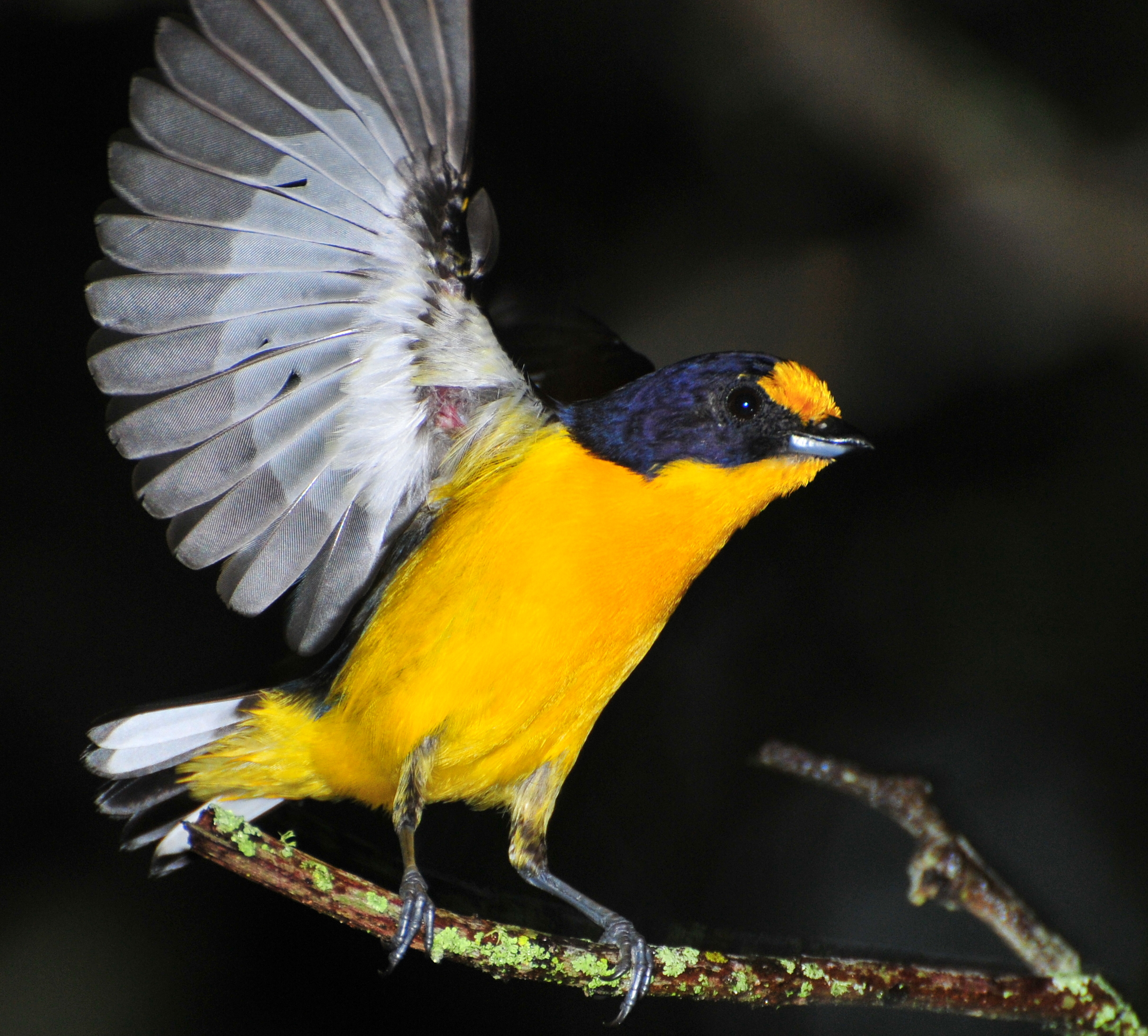
onderkant vleugels